# 佩夸奇纳迈科斯夸斯奎平瓦尼克湖
佩夸奇纳迈科斯夸斯奎平瓦尼克湖（英文：Pekwachnamaykoskwaskwaypinwanik Lake）是一個位於加拿大曼尼托巴省東部的一個淡水湖。湖名源自於克里語，意即「可以用魚鉤釣到野生鱒魚的地方。」此地名也為加拿大境內擁有最多字母的地名，共有31個英文字母。此湖位於雷德薩克爾湖東南方，鄰近安大略省和曼尼托巴省邊界。

## 資料來源
1. 1 2  . Mapcarta.   [2021-12-25]. （原始内容存档于2021-12-25）.
2. ↑  . WikiData.   [2021-12-25]. （原始内容存档于2018-11-15）.
3. ↑  .   [2021-12-25]. （原始内容存档于2017-07-29）.
4. ↑  Colombo, John Robert. . Doubleday Canada. 1 September 1988  [27 February 2011]. ISBN 978-0-385-25040-5. （原始内容存档于2013-10-09）.